# Witwatia
Witwatia — вимерлий рід гігантських кажанів, який містив два види, які жили в Аль-Файюмі в Єгипті під час пізнього еоцену (приабонська епоха) і один вид, що мешкав у Тунісі протягом раннього еоцену. Відомо по нижній щелепі та зубах.
Це були хижі кажани великого розміру з великими іклами, міцними щелепами і корінними зубами. Найбільші форми, такі як Witwatia schlosseri, були порівняні за розміром і, можливо, за екологією з сучасним Vampyrum spectrum. Witwatia не має відношення до Aegyptonycteris, сучасного роду гігантських кажанів такого ж розміру, що вказує на те, що середовище Фаюмської оази було домом для щонайменше двох ліній великих рукокрилих, які самостійно розвивали гігантизм.